# Titularbistum Deultum
Deultum (ital.: Deulto) ist ein Titularbistum der römisch-katholischen Kirche.
Es geht zurück auf ein früheres Bistum der gleichnamigen antiken Stadt, die in der Spätantike in der römischen Provinz Haemimontus im östlichen Teil der heutigen Oberthrakischen Tiefebene lag. Der Bischofssitz war der Kirchenprovinz Adrianopolis zugeordnet.
| Titularbischöfe von Deultum |                            |                                      |                 |               |
| Nr.                         | Name                       | Amt                                  | von             | bis           |
| 1                           | Julian Woronowskyj MSU     | Weihbischof in Lemberg (Ukraine)     | 16. Januar 1991 | 30. März 1994 |
| 2                           | Ignatius Anthony Catanello | Weihbischof in Brooklyn (USA)        | 28. Juni 1994   | 11. März 2013 |
| 3                           | John Rodrigues             | Weihbischof in Bombay (Indien)       | 15. Mai 2013    | 25. März 2023 |
| 4                           | Ernesto José Fernández     | Weihbischof in Rosario (Argentinien) | 31. Mai 2023    |               |